# Mesoeucrocodylia

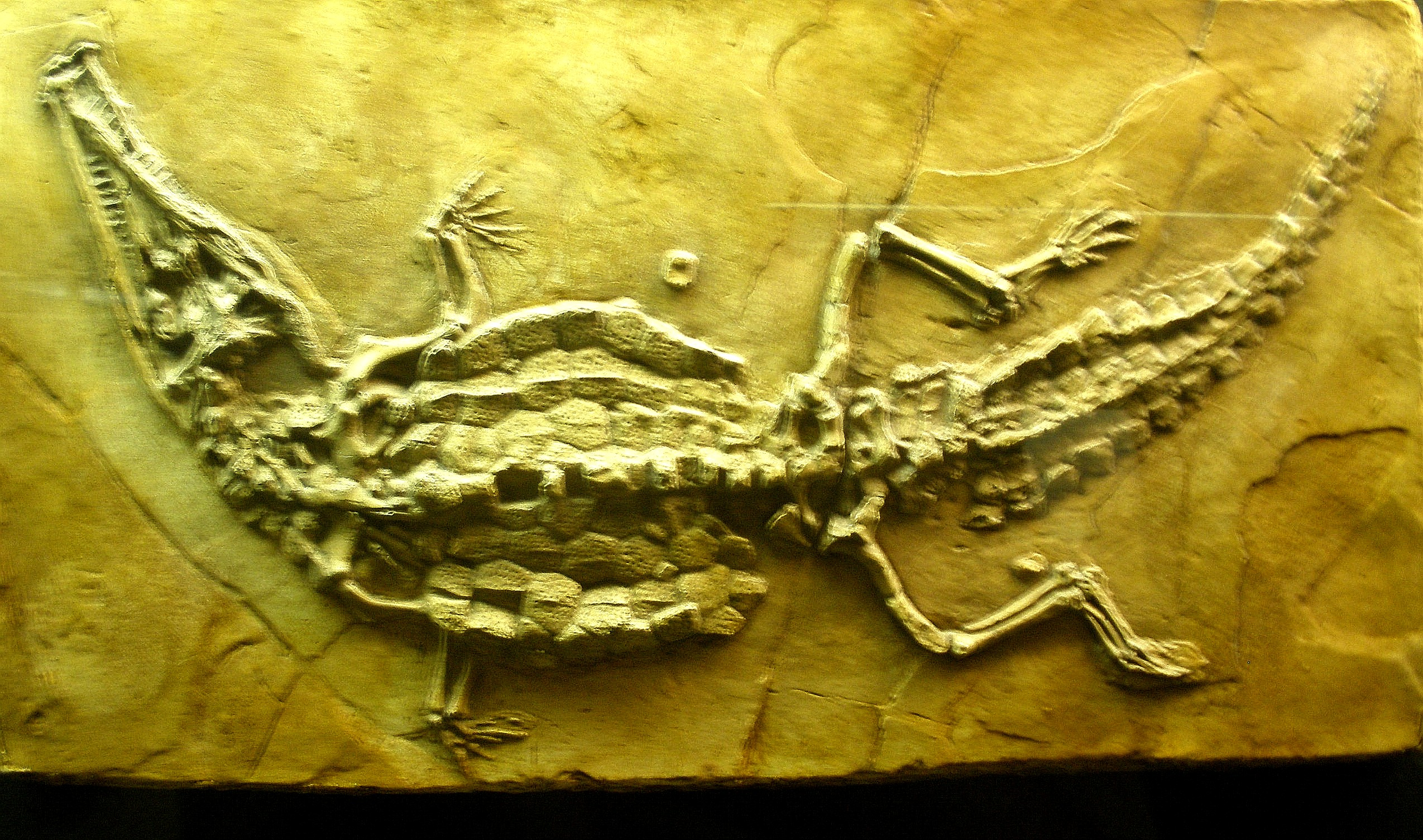
Crocodilaemus robustus

Mesoeucrocodylia – klad krokodylomorfów obejmujący grupę Eusuchia, do której zaliczane są wszystkie współczesne krokodyle, oraz parafiletyczną grupę Mesosuchia. Grupa Mesoeucrocodylia wyodrębniła się we wczesnej jurze, a jej przedstawiciele żyją do dziś.
Od dawna wiadomo było, że Mesosuchia jest gradem ewolucyjnym, co potwierdziła analiza filogenetyczna Bentona i Clarka z 1988, która dowiodła, że Eusuchia należy do Mesosuchia. Jako że autorzy nie akceptowali taksonów parafiletycznych, więc wykorzystali ukuty przez Whetstone'a i Whybrowa w 1983 roku termin Mesoeucrocodylia dla grupy obejmującej Mesosuchia i Eusuchia. Według definicji Paula Sereno i współpracowników z 2001 roku klad Mesoeucrocodylia obejmuje wszystkie zwierzęta spokrewnione bliżej z Crocodylus niloticus niż z Protosuchus richardsoni.

## Filogeneza
Kladogram Mesoeucrocodylia wg Larssona i Suesa, 2007
```
o 
Mesoeucrocodylia

|--
Thalattosuchia

`--
Metasuchia

    |--
Notosuchia

    `--+--
Sebecia

        `--
Neosuchia

           |--+--
Pholidosauridae

           |  `--
Eutretauranosuchus

           |--
Hylaeochampsa

           |--
Mahajangasuchus

           `--
Crocodylia
```